# Vincenzo Lavarra
Vincenzo detto Enzo Lavarra (Gioia del Colle, 27 gennaio 1954) è un politico e giornalista italiano.
Laureato in lettere e filosofia, giornalista, è stato caporedattore pugliese de l'Unità, segretario regionale dei Democratici di Sinistra in Puglia, e membro della direzione nazionale del partito. Dal 2004 è vicepresidente della Provincia di Bari.
Fino al 2009 è stato deputato del Parlamento europeo, proclamato nell'aprile 2005, a seguito delle dimissioni di Ottaviano Del Turco, eletto nel frattempo presidente della Regione Abruzzo. Era stato candidato alle elezioni dell'anno precedente per la lista di Uniti nell'Ulivo nella circoscrizione sud, ricevendo 110 000 preferenze e risultando il primo dei non eletti.
È iscritto al gruppo del Partito Socialista Europeo.
È membro della Commissione per l'industria, la ricerca e l'energia; della Commissione per l'agricoltura e lo sviluppo rurale; della Delegazione per le relazioni con i paesi del Sud-Est asiatico e l'Associazione delle nazioni del Sud-Est asiatico (ASEAN); Delegazione per le relazioni con la Repubblica popolare cinese.
Presidente del Forum Agricoltura del Partito Democratico  dal 2009 dal Neo Segretario Pier Luigi Bersani.
In seguito divenne Former Mep e consigliere per i beni naturali della Città metropolitana di Bari